# Kasavanahalli, Jagalur
Kasavanahalli là một làng thuộc tehsil Jagalur, huyện Davanagere, bang Karnataka, Ấn Độ.